# Blauwe satijnzwam
De blauwe satijnzwam (Entoloma nitidum) is een paddenstoel die tot de familie Entolomataceae gerekend wordt. Het is een kleine paddenstoel die gemiddeld minder dan vijf centimeter hoog wordt en is voornamelijk blauw van kleur. 

## Kenmerken

### Uiterlijke kenmerken
Hoed
De dunvlezige hoed is aanvankelijk klokvormig of halfbolvormig, later convex of zelden bijna plat met een duidelijke, stompe bult en bereikt een diameter van 2-5 cm. Het oppervlak is glad en op de top van de hoed zit een bultje. De hoed heeft een fijne, vezelige structuur en heeft een zijdeachtige matte tint. De hoed kan zowel staalblauw als donkerblauw gekleurd zijn maar er zijn ook exemplaren die grauwblauw gekleurd zijn waarbij het midden van de hoed donkerder gekleurd is. 
Lamellen
Onder de hoed zitten de lamellen waarvan de kleur varieert van een wittige tint tot bruinroze of roze.
Steel
De steel kan tussen de drie en zeven centimeter lang zijn en tussen de twee en vier millimeter breed. Deze heeft een blauwe tot blauwgrijze kleur. De basis van de steel heeft in sommige gevallen een witviltige kleur. 
Vlees
Het zachte, witachtige vruchtvlees heeft weinig smaak en een vage meelachtige of enigszins onaangename geur.

### Microscopische kenmerken
De vruchtlaag bedekt ook de lamellaire randen en heeft geen cystidia. Hun basidiale cellen meten 24-36 (zelden tot 45) bij 7,5-12,5 µm. Er groeien vier van de hoekige, rozebruine sporen op, die 6,5–10 × 5,5–8 µm groot zijn en relatief dunne wanden hebben. Op rasterelektronenmicroscoop-foto's laten ze (soms) een onvolledig netwerk zien. De pileipellis is ixocutis. Het bestaat uit radiaal uitstrekkende, 2,5-6 µm dikke, cilindrisch gevormde hyfen. De blauwe kleurstof bevindt zich in de cellen. Er zijn gespen aanwezig.

## Habitat
De blauwe satijnzwam is een saprofiet en komt voor in zowel naaldbossen als gemengde bossen. Hij groeit onder andere op dennen, sparren en berken. De soort geeft de voorkeur aan voedselarme zandgronden. De paddenstoel komt tevoorschijn van juli tot en met september.

## Verspreiding
De soort is wijdverbreid in Europa, plaatselijk algemeen in Noordwest-Europa en komt ook voor in Noord-Amerika.